# Gamla judiska begravningsplatsen i Split
Gamla judiska begravningsplatsen i Split (kroatiska: Staro židovsko groblje u Splitu) är en judisk begravningsplats i Split i Kroatien. 
Begravningsplatsen ligger på Marjans östra sluttningar med utsikt mot staden och är den äldsta judiska begravningsplatsen i Kroatien och en av de äldsta i världen. Den anlades år 1573 och den sista gravsättningen genomfördes år 1945. Sedan år 1946 finns en speciell avdelning för judar på Splits centrala begravningsplats Lovrinac.
Den gamla judiska begravningsplatsen på Marjan har över 700 gravstenar och är sedan den 5 mars 2012 kulturminnesskyddad. I april 2014 utsattes den för vandalism då tre gravstenar förstördes av okända gärningsmän.